# Bredenbek
Bredenbek là một đô thị thuộc quận Rendsburg-Eckernförde, bang Schleswig-Holstein.

## Thành phố kết nghĩa
- Walcott, Iowa, Hoa Kỳ
- Brandshagen, gần Stralsund ở Đức